# Dmitri Trofimowitsch Schepilow

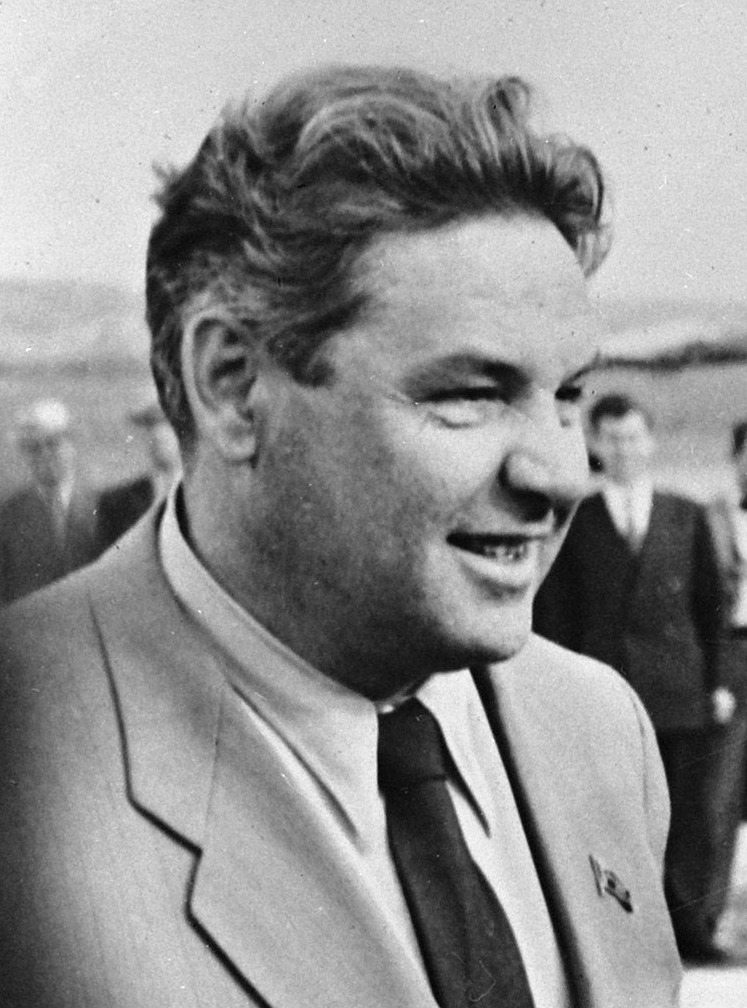
Dmitri Schepilow, 1955

Dmitri Trofimowitsch Schepilow (russisch Дмитрий Трофимович Шепилов; * 23. Oktoberjul. / 5. November 1905greg. in Aschchabad, Russisches Reich, heute Turkmenistan; † 18. August 1995 in Moskau) war ein sowjetischer Ökonom, Politiker und Außenminister der UdSSR von 1956 bis 1957.

## Leben
Schepilow wurde am 12. Juli 1955 Mitglied des Zentralkomitees der KPdSU und am 27. Februar 1956 Kandidat des Politbüros. Am 1. Juni 1956 wurde er als Nachfolger von Molotow Außenminister der Sowjetunion. Er galt als enger Vertrauter von Chruschtschow und soll zur Politik der neuen Öffnung gegenüber dem Westen beigetragen haben.
Am 29. Juli 1957 wurde Schepilow nach einem Putschversuch gegen Chruschtschow zusammen mit Molotow, Kaganowitsch und Malenkow aus dem Politbüro ausgeschlossen. Sein Nachfolger als Außenminister wurde sein bisheriger Stellvertreter Gromyko.
Schepilow war einer der Autoren des Lehrbuches der marxistischen politischen Ökonomie und unterrichtete dieses Lehrfach am Moskauer Handelsinstitut (russisch Московский институт торговли). Für sein Lehrbuch wurde er zum korrespondierenden Mitglied der Akademie der Wissenschaften der UdSSR gewählt.

## Publikationen (Auswahl)
- Алкоголизм и преступность. — М.: Изд. НКВД СССР, 1930.
- Общественное и личное в колхозах. — М.: Госполитиздат, 1939.
- Социалистическая колхозная собственность. — М.: Политиздат, 1940.
- Суэцкий вопрос. — М.: Госполитиздат, 1956.